# Давиташвили, Зурико
Зурико́ (Зура́б) Давиташви́ли (груз. ზურიკო დავითაშვილი; род. 15 февраля 2001, Тбилиси) — грузинский футболист, полузащитник французского клуба «Сент-Этьен» и сборной Грузии. Участник чемпионата Европы 2024.

## Биография

### Клубная карьера
Дебютировал в чемпионате Грузии в составе тбилисского «Динамо» 29 сентября 2017 года в матче с «Колхети-1913», в котором вышел на поле в стартовом составе и был заменён на 72-й минуте на Беку Кавтарадзе. Зимой 2018 года подписал контракт с «Локомотивом» Тбилиси. В феврале 2019 года проходил сборы с казанским «Рубином». Ожидалось, что официально переход будет оформлен после достижения игроком восемнадцатилетия, но в итоге контракт подписан не был и игрок вернулся в «Локомотив».
29 июня 2019 года Давиташвили подписал с «Рубином» трёхлетний контракт. Дебютировал в российской Премьер-лиге 15 июля в матче 1-го тура против московского «Локомотива» (1:1), в котором вышел на поле в стартовом составе и был заменён на 66-й минуте, уступив место своему соотечественнику Хвиче Кварацхелия.

### Карьера в сборной
С 2016 года выступает за юношескую сборную Грузии до 17 лет. В 2017 году в качестве капитана сборной принимал участие в Кубке президента Казахстана, на котором дошёл до финала (где Грузия проиграла в серии пенальти России) и стал лучшим бомбардиром турнира. С 2019 года выступает за молодёжную сборную страны.
5 сентября 2019 год в товарищеском матче против сборной Южной Кореи, дебютировал за основную сборную Грузии и был заменён на 73-й минуте.

## Статистика

### Сборная
| Национальная сборная | Год   | Игры | Голы |
| -------------------- | ----- | ---- | ---- |
| Грузия               | 2019  | 2    | 0    |
| Грузия               | 2020  | 4    | 0    |
| Грузия               | 2021  | 8    | 2    |
| Грузия               | 2022  | 8    | 1    |
| Грузия               | 2023  | 10   | 3    |
| Грузия               | 2024  | 13   | 0    |
| Грузия               | 2025  | 1    | 0    |
| Всего                | Всего | 46   | 6    |

## Достижения

### Командные
Грузия (до 17 лет)
- Финалист Кубка президента Казахстана: 2017

### Личные
- Лучший бомбардир Кубка президента Казахстана: 2017 (6 голов)
- Орден Чести (2024)[8]

## Личная жизнь
Отец — Сулико Давиташвили (р. 1977) дважды был лучшим бомбардиром чемпионата Грузии. Ныне тренер.